# Lee Morin
Lee Miller Emile Morin (* 9. September 1952 in Manchester, Bundesstaat New Hampshire, USA) ist ein ehemaliger US-amerikanischer Astronaut.

## Ausbildung
Morin erhielt 1974 einen Bachelor in Mathematik und Elektrotechnik von der University of New Hampshire und 1978 einen Master in Biochemie von der New York University. Ebenfalls von der New York University erhielt er 1981 eine Promotion in Medizin und 1982 eine in Mikrobiologie. 1988 erhielt er von der University of Alabama at Birmingham einen Master in Gesundheitswissenschaften.
Ab 1974 arbeitete Morin am MIT Media Lab am Massachusetts Institute of Technology. Nach der Wiederaufnahme seines Studiums war Morin am Bronx Municipal Hospital Center und am Montefiore Hospital Medical Center in New York City tätig.
1983 trat er in den aktiven Dienst der US-Marine ein. Er war zwei Jahre medizinischer Offizier auf dem U-Boot USS Henry M. Jackson, bevor er ab 1985 in Pensacola (Florida) zum Fliegerarzt ausgebildet wurde. Kurz nach seinem Ausscheiden wurde er wegen des zweiten Golfkriegs im August 1990 für einen Einsatz in Bahrain erneut eingezogen. Von 1992 bis 1996 arbeitete er wieder in Pensacola am Naval Aerospace and Operational Medical Institute (NAOMI).

## Astronautentätigkeit

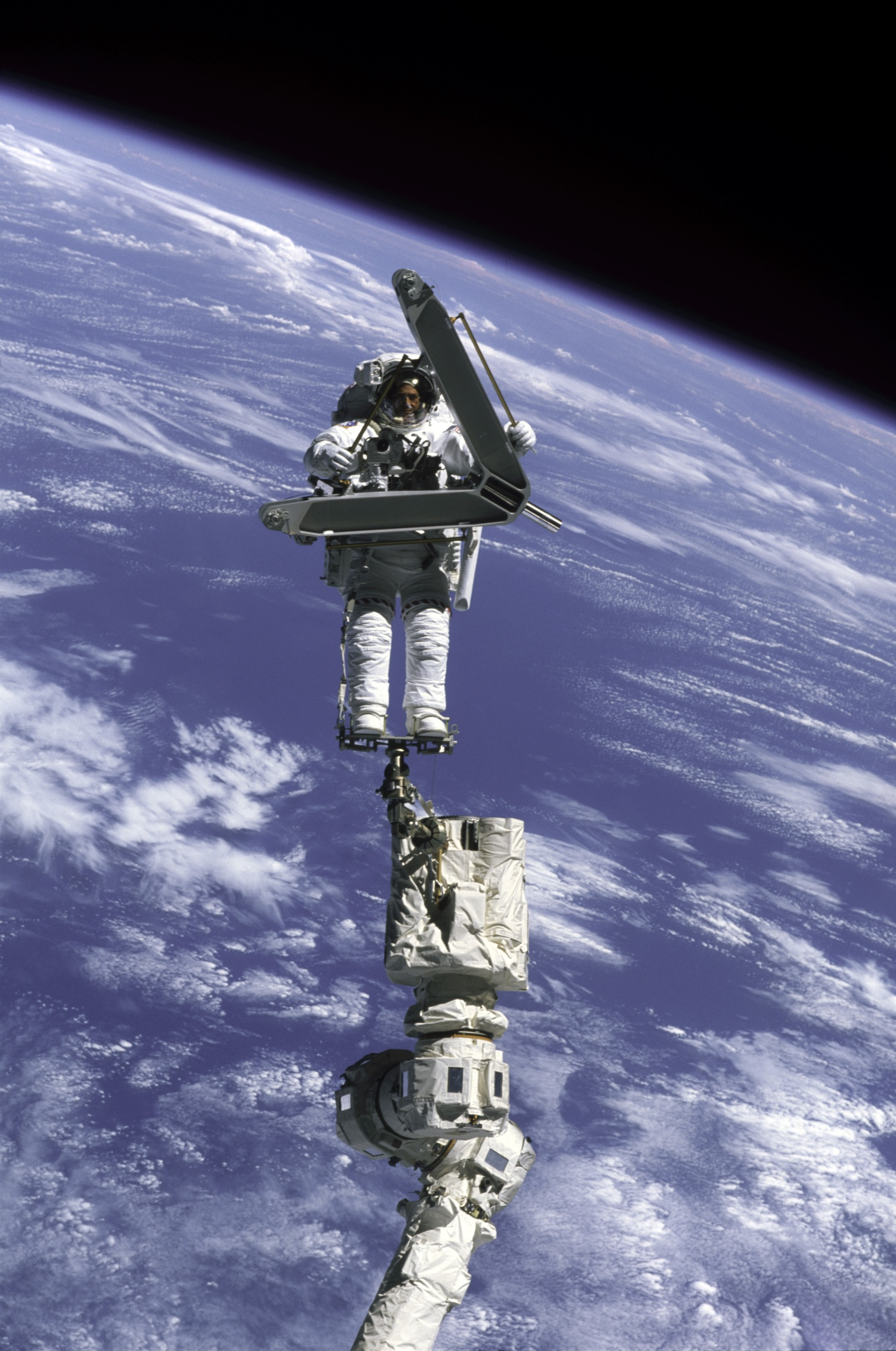
Lee Morin bei einem Außenbordeinsatz

Im April 1996 wurde Morin von der NASA als Astronautenanwärter ausgewählt und wurde anschließend im Lyndon B. Johnson Space Center zum Missionsspezialisten ausgebildet. Nach verschiedenen Aufgaben im Astronautenbüro übernahm er zwischendurch eine einjährige Tätigkeit beim US-Außenministerium. Gegenwärtig arbeitet er wieder im Astronautenbüro an der Entwicklung des Cockpits für das neue Raumschiff Orion.

### STS-110
Am 8. April 2002 flog Morin mit der Raumfähre Atlantis zur Internationalen Raumstation (ISS). Dabei wurden das Gitterstrukturelement S0 und ein Schienenwagen zur ISS gebracht. Der als „Mobile Transporter“ bezeichnete Schlitten nutzt das auf den Gitterelementen verlegte Schienensystem. Zusammen mit seinem Kollegen Jerry Ross führte Morin zwei der insgesamt vier Weltraumausstiege (EVA) dieser Mission durch.

## Privates
Lee Morin ist verheiratet und hat zwei Kinder.